# Volby do Národního shromáždění Francouzské republiky 2017
Volby do Národního shromáždění Francouzské republiky 2017 se konaly 11. a 18. června 2017. Šlo o 15. volby do Národního shromáždění Páté Francouzské republiky a konaly se jen zhruba měsíc po prezidentských volbách. Bylo zvoleno 577 poslanců dvoukolovým volebním systémem. Ve volbách zvítězila LaREM prezidenta Emmanuela Macrona.

## Výsledky
Tyto volby se konaly měsíc po prezidentských volbách, jejichž druhé kolo se uskutečnilo 7. května. Už po prvním kole prezidentských voleb, z kterého postoupili Emmanuel Macron (En marche!) a Marine Le Penová (Národní fronta) s pouhými 24,01 % respektive 21,30 %, už bylo ovšem jasné, že pravděpodobnost kohabitace je poměrně vysoká, zvlášť když ani jeden z postoupivších kandidátů nebyl ani z jedné ze dvou tradičních hlavních politických stran, Republikánů a Socialistů. Tím byly tyto parlamentní volby důležitější než v jiných letech. Hnutí prezidenta Macrona v nich drtivě zvítězilo a získalo většinu 308 poslanců z 577. Třetí strana v pořadí Mouvement démocrate je Macronovým koaličním partnerem, tj. celkový počet mandátů pro uskupení činí 350. Republikáni jsou v koalici s Unií demokratů a nezávislých na místě šestém a s šesti dalšími poslanci; celkový počet mandátů pro pravici tak činí 136. Socialisté na čtvrtém místě jsou v koalici s Diverse gauche a třemi dalšími poslanci; celkový počet mandátů pro levici činí 45. Šesté a sedmé místo představují strany radikální levice. Zbývající počet je 11 poslanců.
|                        | LaREM            | LR              | FN            | MoDem           | PS                | FI                 | UDI                     | PCF                  | PRG          | DLF                   |
| ---------------------- | ---------------- | --------------- | ------------- | --------------- | ----------------- | ------------------ | ----------------------- | -------------------- | ------------ | --------------------- |
| Volební lídr           | Édouard Philippe | François Baroin | Marine Le Pen | François Bayrou | Bernard Cazeneuve | Jean-Luc Mélenchon | Jean-Christophe Lagarde | Pierre Laurent       | Sylvia Pinel | Nicolas Dupont-Aignan |
| Počet hlasů            | 7 826 245        | 4 040 203       | 1 590 869     | 1 100 656       | 1 032 842         | 883 573            | 551 784                 | 217 833              | 64 860       | 17 344                |
| Podíl                  | 43,06 % ▬        | 22,23 % ▬       | 8,75 % ▲      | 6,06 % ▲        | 5,68 % ▼          | 4,86 % ▬           | 3,04 % ▬                | 1,2 % ▼              | 0,36 % ▼     | 0,1 % ▬               |
| Počet mandátů          | 308              | 112             | 8             | 42              | 30                | 17                 | 18                      | 10                   | 3            | 1                     |
| Předchozí volby (2012) | nová strana      | nová strana     | 3,66 % (2)    | 0,49 % (2)      | 40,91 % (280)     | nová strana        | nová strana             | 1,08 (10) spolu s PG | 0,36 % (3)   | nová strana           |

### Podrobné výsledky
| Strana nebo hnutí                    | První volba | První volba | Druhá volba | Druhá volba | Mandátů |
| Strana nebo hnutí                    | Voličů      | %           | Voličů      | %           | Mandátů |
| ------------------------------------ | ----------- | ----------- | ----------- | ----------- | ------- |
| La République En Marche!             | 6 391 269   | 28,21       | 7 826 245   | 43,06       | 308     |
| Les Républicains                     | 3 573 427   | 15,77       | 4 040 203   | 22,23       | 112     |
| Mouvement démocrate                  | 923 227     | 4,12        | 1 100 656   | 6,06        | 42      |
| Parti socialiste                     | 1 685 677   | 7,44        | 1 032 842   | 5,68        | 30      |
| Union des démocrates et indépendants | 687 225     | 3,03        | 551 784     | 3,04        | 18      |
| La France Insoumise                  | 2 497 622   | 11,03       | 883 573     | 4,86        | 17      |
| Smíšená levice                       | 362 281     | 1,6         | 263 488     | 1,45        | 12      |
| Parti communiste français            | 615 487     | 2,72        | 217 833     | 1,2         | 10      |
| Front national                       | 2 990 454   | 13,2        | 1 590 869   | 8,75        | 8       |
| Smíšená pravice                      | 625 345     | 2,76        | 306 074     | 1,68        | 6       |
| Regionalisté                         | 204 049     | 0,9         | 137 490     | 0,76        | 5       |
| Parti radical de gauche              | 106 311     | 0,47        | 64 860      | 0,36        | 3       |
| Smíšení                              | 500 309     | 2,21        | 100 574     | 0,55        | 3       |
| Ekologičtí                           | 973 527     | 4,3         | 23 197      | 0,13        | 1       |
| Debout la France                     | 265 420     | 1,17        | 17 344      | 0,1         | 1       |
| Krajní pravice                       | 68 320      | 0,3         | 19 034      | 0,1         | 1       |
| Krajní levice                        | 175 214     | 0,77        | -           | -           | 0       |
| Celkem                               | 22 654 164  | 100         | 18 176 066  | 100         | 577     |

## Volební systém
Blízkost termínu prezidentských a parlamentních voleb je nastavena úmyslně od roku 2002, aby se snížilo riziko kohabitace z důvodu změny voličských preferencí, tedy situace, kdy se francouzský prezident nemůže opřít o parlamentní většinu své strany, což ve francouzské poloprezidentské republice znamená nutnost spolupráce politiků různých politických směrů, jež může být obtížná a případné neshody mohou paralyzovat výkonnou moc.